# 風雲!大籠城
『風雲!大籠城』（ふううん だいろうじょう）は、2009年4月23日に河本産業より発売されたニンテンドーDS用ゲームソフト。
2012年2月2日には曲輪モードを移植したAndroid版、3月21日にはDS版に城を追加したニンテンドーDSiウェア『風雲!大籠城 改』が配信開始。いずれも、「辛口!」で追加された早送り（DSiウェア版は一時停止も）機能が搭載されている。

## 概要
江戸時代を舞台にしたタワーディフェンス。主人公は「籠流（こもりりゅう）」忍者の若き当主・籠城守（こもり しろもり）として、幕府転覆を謀る闇の軍から日本各地の城（全部で12あり、各3ステージ）を防衛する。
モード
- 絵巻 - ストーリーに沿ってステージを進める。
- 曲輪 - ステージを任意に選べる。
- 城 - 城を任意に選べる。
- 二人用 - 対戦モード。

## ユニット
- 槍兵 - 地上の敵を攻撃する主戦力。
- 弓兵 - 空から来る忍者を攻撃。
- 鉄砲 - 三連撃を行う防衛の要。
- 武将 - 鼓舞で味方の士気を上げる。
- 大砲 - 範囲攻撃の兵器。

## ニンテンドーDSiウェア版
パッケージ版をアレンジしたステージや新ステージを収録したニンテンドーDSiウェア。難易度別に3作品がリリースされているほか、「辛口!」以降は早送り・一時停止機能の搭載など、システムの改善もされている。
甘口!大籠城
2009年10月14日発売（200DSiポイント）。アレンジ3ステージと新作1ステージを収録。
辛口!大籠城
2010年3月3日発売（500DSiポイント）。アレンジ9ステージと新作1ステージを収録。2人対戦モードを搭載。
中辛!大籠城
2011年9月7日発売（200DSiポイント）。アレンジ6ステージと新作4ステージを収録。